# Agnès de Solms-Laubach
Agnès de Solms-Laubach (7 janvier 1578 - 23 novembre 1602) est une comtesse de Solms-Laubach et, par mariage, landgravine consort de Hesse-Cassel de 1593, jusqu'à sa mort.

## Biographie
Agnès est la fille du comte Jean-George Ier de Solms-Laubach (1546-1600) de son mariage avec Marguerite (1554-1606), fille du comte George Ier de Schönburg-Glauchau.
Elle s'est mariée à l'âge de 15 ans, le 23 septembre 1593, à Cassel au landgrave Maurice de Hesse-Cassel, qu'elle avait rencontré lors du mariage de sa grande sœur Anne-Marie. Ce mariage a été célébré en présence de nombreux princes invités. Le mariage avec une calviniste a augmenté les liens de Maurice avec les comtes de la Wetterau, bien que Maurice ait choisi Agnès plus par amour que par calcul dynastique.
Agnès est décrite comme exceptionnellement talentueuse, belle et aimable. Matthäus Merian fait une broderie de la comtesse avec son mari et ses enfants. Le jour après la mort d'Anna, Maurice écrit au roi de France Henri IV à propos de sa grand perte.

## Descendance
De son mariage avec Maurice, Agnès a les enfants suivants:
- Othon de Hesse-Cassel (1594-1617) marié d'abord en 1613, à la princesse Catherine-Ursule de Bade-Durlach (1593-1615) puis marié, en secondes noces, en 1617, avec la princesse Agnès-Madeleine d'Anhalt-Dessau (1590-1626)
- Élisabeth de Hesse-Cassel (1596-1625) mariée en 1618, au duc Jean-Albert II de Mecklembourg-Güstrow (1590-1636)
- Maurice (1600-1612)
- Guillaume V de Hesse-Cassel (1602-1637), landgrave de Hesse-Cassel marié en 1619,à la comtesse Amélie-Élisabeth de Hanau-Münzenberg (1602-1651)